# Martin Lindström (yrkeslärare)
Martin Sixten Lindström, född 17 november 1900 i Brännkyrka församling i Stockholm, död 17 juli 1972 i Sankt Görans församling i Stockholm, var en svensk ingenjör, yrkeslärare och rektor.
Martin Lindström var son till maskinuppsättaren Per August Lindström och Lina Pettersson. Efter ingenjörsexamen vid Örebro tekniska gymnasium 1927 var han ingenjör vid LM Ericsson 1927–1932 varefter han gick över till skolvärlden. Han blev ämneslärare vid Stockholms stads yrkesskolor 1938, direktörsassistent där 1946 samt rektor för skolan 1949–1963.
Han satt i stadsfullmäktige 1942–1946, var nämndeman från 1948, ledamot av stadsplanenämnden 1936–1946 och folkskoledirektionen 1942–1947 samt yrkesutbildningssakkunnig. Han var ordförande i Svenska yrkesskolföreningen 1944–1950. Han var redaktör för Tidskrift för praktiska ungdomsskolor 1944–1954.
Martin Lindström var gift första gången till 1947 med Ragnhild Schulzberg (1903–1985) och andra gången 1947 med statsrådet Ulla Lindström (1909–1999). Han är begravd på Solna kyrkogård.